# Isola Maggiore
L'Isola Maggiore è una delle tre isole naturali del lago Trasimeno, in Umbria. Amministrativamente, è una frazione del comune di Tuoro sul Trasimeno in provincia di Perugia. Conta 15 abitanti (dati Istat, 2017) e ha una superficie di 24 ettari, racchiusa in un perimetro di 2 km. La costa dell'isola si trova a 258 m s.l.m., mentre la sommità raggiunge il livello di 309 m.
L'abitato si trova nella zona occidentale dell'isola, allungandosi a partire dal molo, lungo la principale via Guglielmi. Una fitta rete di sentieri percorre l'isola intera, dipanandosi attraverso una macchia di ulivo, leccio, pino, cipresso, pioppo e altre specie mediterranee. Nonostante il nome tragga in inganno, l'isola non è la più grande del lago Trasimeno. Infatti, in ordine decrescente di superficie, troviamo dapprima la Polvese, poi la Maggiore e infine la Minore. È collegata con la terraferma da un servizio di traghetti verso i paesi di Tuoro sul Trasimeno, Passignano sul Trasimeno e Castiglione del Lago.

## Storia

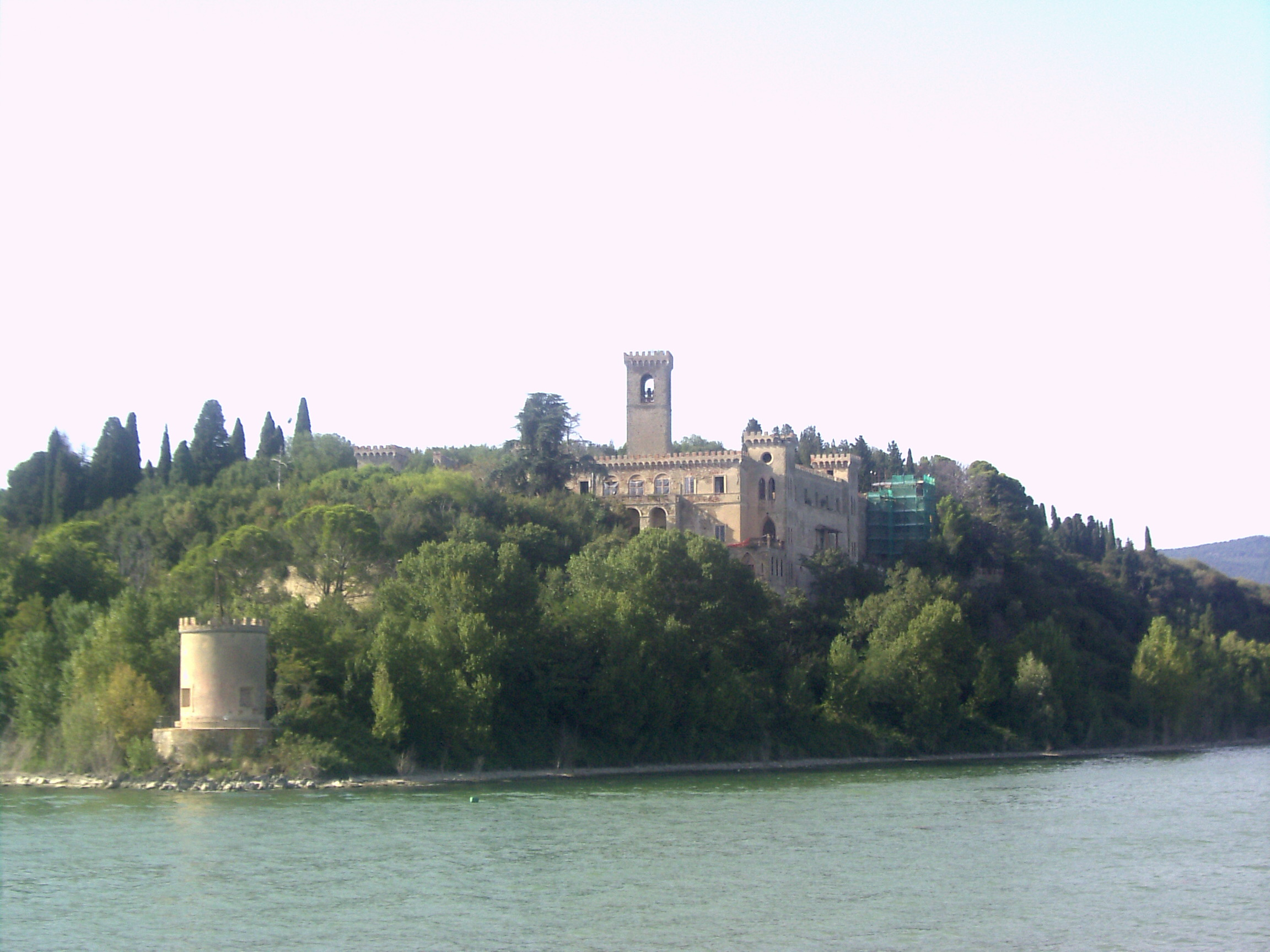
Il castello Guglielmi

Le prime notizie risalgono all'817, quando l'imperatore Ludovico il Pio (813-840) concesse al papa Pasquale I la città di Perugia ed il lago Trasimeno con le tre isole (Maggiore, Minore, Polvese): nel 1117, i suoi abitanti si misero sotto la protezione diretta di Perugia.
Nel 1211, al ritorno da Cortona, San Francesco d'Assisi si ritirò in solitudine, in occasione della quaresima nell'isola: a ricordo di quest'evento, nel 1328, vennero fatti costruire una chiesa ed un convento per i francescani. Nel 1411 l'isola venne occupata da Braccio da Montone, che vietò un particolare metodo di pesca, detto tofo. Nel 1578 la popolazione raggiunse il numero di 600 abitanti, il massimo storico registrato.
Nel 1803 l'isola passò sotto la giurisdizione di Castiglione del Lago, per disposizione del papa Pio VII. Nel 1875, infine, per volere degli isolani (allora circa 200), il territorio fu inserito nel comune di Tuoro sul Trasimeno. Nel 1887, il marchese Giacinto Guglielmi di Civitavecchia, acquistò il convento dei francescani e la chiesa annessa, per trasformarlo in castello privato. Il castello rimase di proprietà della famiglia Guglielmi fino al 1975.

Dal 2005, a seguito di lavori di restauro del castello mai portati a termine, il complesso giace in un totale stato di abbandono.

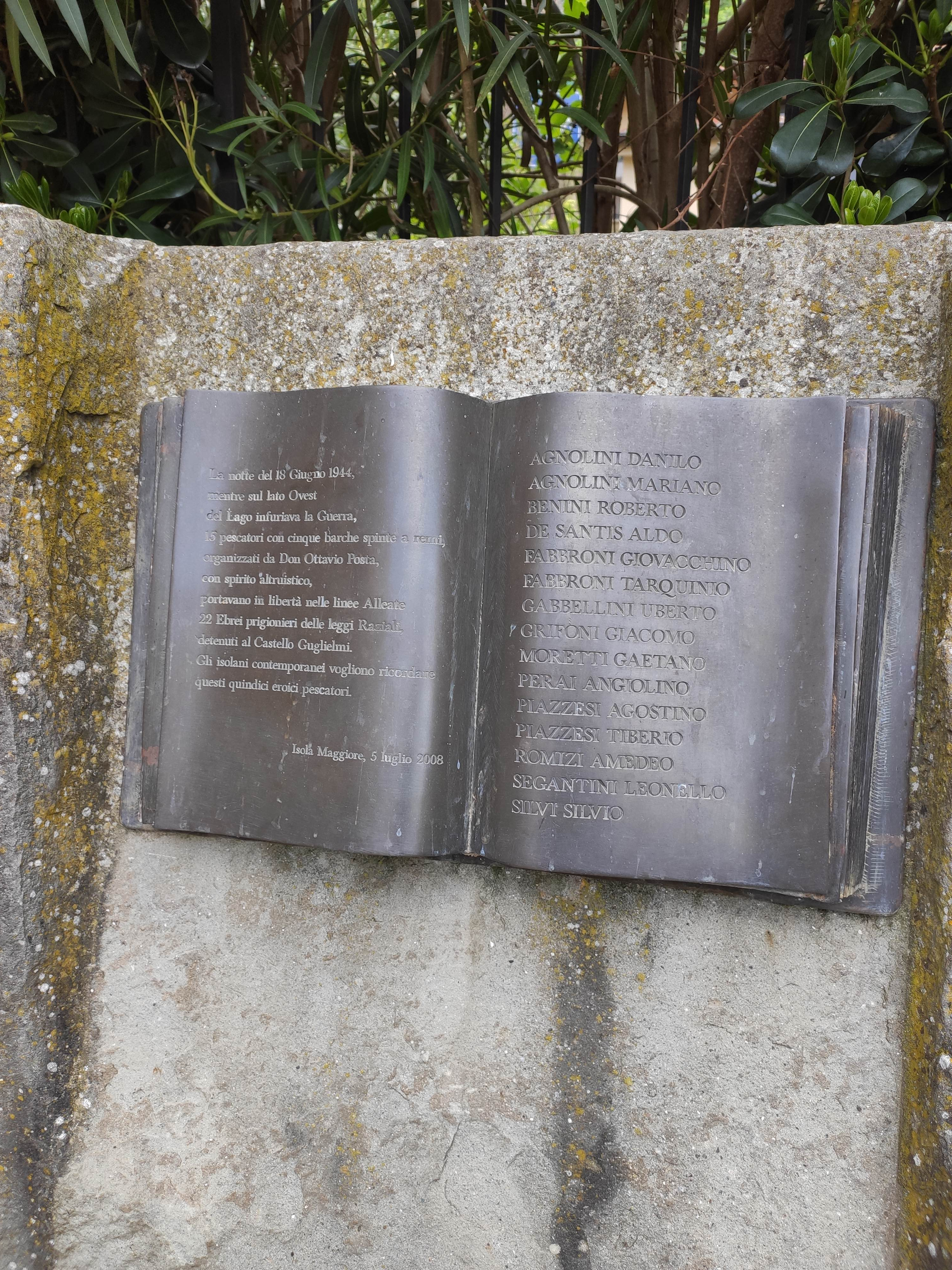
Monumento che ricorda il contributo fornito dai pescatori isolani nel salvataggio dei prigionieri ebrei

### Gli ebrei nel 1944
Nel febbraio 1944 il Castello Guglielmi viene scelto dal prefetto di Perugia Rocchi come nuova sede del campo di concentramento provinciale di Perugia per gli ebrei italiani e stranieri arrestati nella provincia. Vi giungono una trentina di ebrei, che, pur soggetti a sorveglianza di polizia, in breve familiarizzano con la popolazione locale.
Nel giugno del 1944, l'isola si trova al centro dei combattimenti per il passaggio del fronte. Sembra che già il 12 giugno alcuni ebrei siano riusciti a lasciare l'isola con alcuni guardie che disertarono per unirsi ai partigiani. Il 15-18 giugno ci furono sparatorie, con alcune vittime, saccheggi e rastrellamenti da parte di un drappello di soldati tedeschi che cercavano i partigiani e le loro radio. Gli ebrei, rimasti al castello Guglielmi, erano in pericolo di deportazione. Una di loro, Livia Coen, testimoniò successivamente al processo di Bologna contro il prefetto Rocchi che un «agente della questura» li mise in salvo facendoli scappare nei fitti boschi intorno. Vi rimasero occultati per tre giorni e tre notti. Il parroco don Ottavio Posta, che aveva sempre cercato di aiutarli durante quel soggiorno forzato, convinse 15 pescatori dell'isoletta a trasportarli sulla riva ormai liberata dagli inglesi. Nelle notti del 19 e del 20 giugno, a bordo di cinque barche, i 22 ebrei ancora rimasti nell'isola vennero condotti al vecchio molo di Sant'Arcangelo e presi in consegna dai britannici. Tutti gli ebrei presenti nell'isola furono così salvi. 

## Economia
Nei secoli passati la pesca era la principale fonte di sussistenza dell'isola. Ora, il turismo e le attività connesse (ristorazione, balneazione, oggetti ricordo locali) costituiscono la più importante sorgente di reddito. Si ricorda inoltre la produzione artigianale di piccole quantità di pizzo d'Irlanda, una particolare lavorazione del merletto fatta ad uncinetto: l'inizio di tale attività risale al 1904, quando la marchesa Elena Guglielmi fece arrivare direttamente dall'Irlanda una maestra che insegnasse la tecnica alle donne dell'isola. In questi ultimi anni, essendo le merlettaie ormai pochissime, per conservare il ricordo e la tradizione è stato allestito un museo del merletto nel quattrocentesco palazzetto delle Opere Pie, in via Guglielmi.

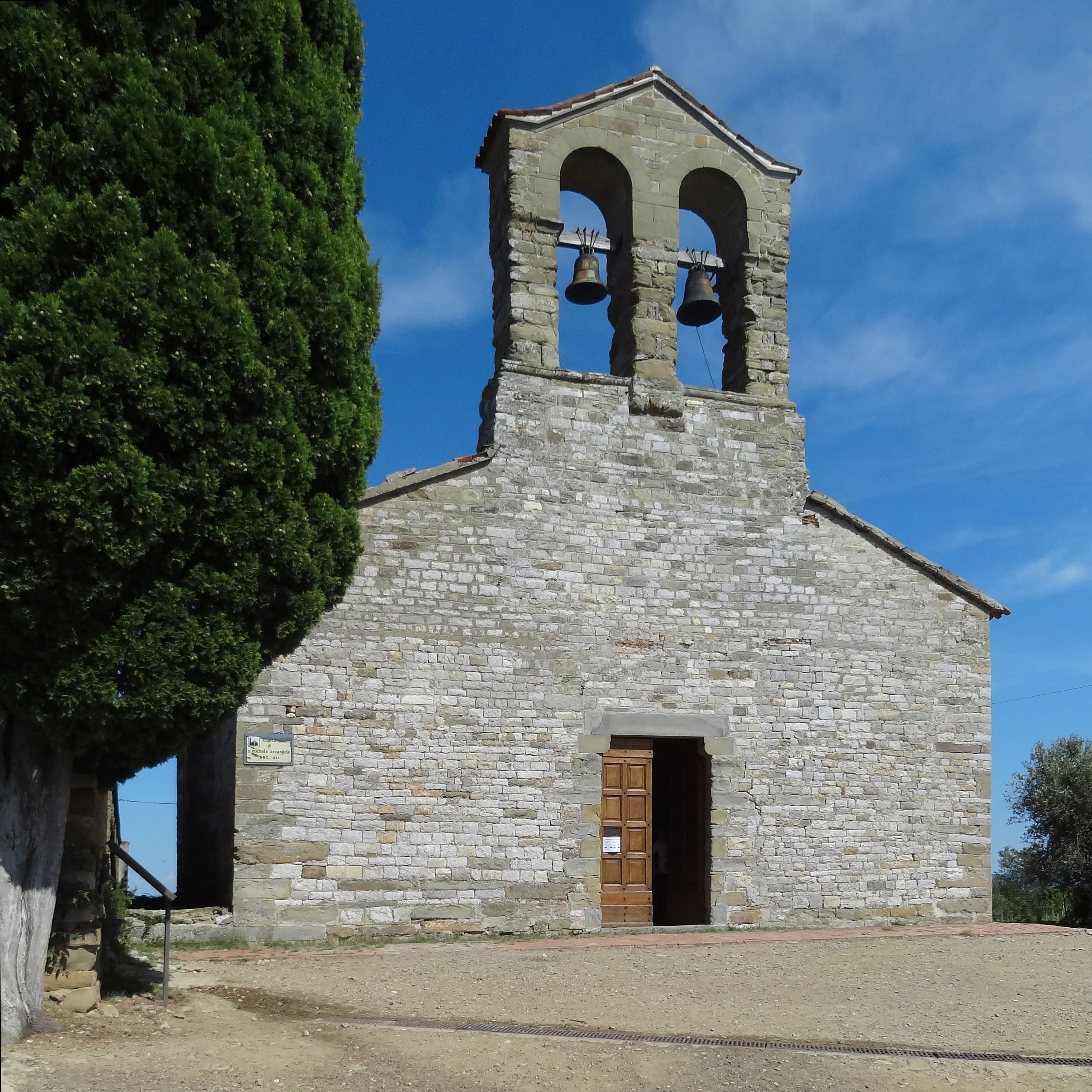
La chiesa medievale di San Michele

## Monumenti e luoghi d'interesse
- Via Guglielmi, la maggiore arteria del borgo, ripavimentata negli anni cinquanta secondo l'originale schema in mattoni rossi disposti a coltellata: vi si trova anche un palazzo del XIV secolo;
- Chiesa del Buon Gesù (XV secolo), in stile neobarocco, nata come oratorio della omonima confraternita;
- Chiesa della Buona Morte (1576), sconsacrata e trasformata in un complesso ricettivo. Venne denominata in questa maniera, in quanto si trattava di una istituzione che aveva come scopo quello di dare una degna sepoltura - donde il nome di Buona Morte - anche a coloro i quali non potevano averle, per motivi legati spesso a problemi economici.
- Casa del Capitano del Popolo (XIV secolo), o "dell'antico orologio", residenza estiva dei notabili che ricoprivano la carica del capo dell'amministrazione locale Capitano;
- Palazzetto medievale (XIII secolo), sorge sulla via principale. Rappresenta una testimonianza di architettura civile medievale ingentilita da tre serie di monofore ad arco acuto. Costruito in pietra serena fu la casa dove abitò lo scultore-incisore isolano Gildo Bartocci;
- Castello Guglielmi (XIV secolo, 1887), o castello Isabella, edificato sulla base del preesistente convento francescano annesso alla chiesa. Realizzato in stile neogotico, dotato di lussuosi e ampi saloni interni, e di una galleria espositiva per dipinti ed oggetti preziosi. Venne inaugurato nel 1891, fu luogo di incontri mondani per nobili romani e fiorentini, visitato dalle regine d'Italia Margherita ed Elena.[7] Da alcuni decenni a questa parte, versa in stato di pietoso abbandono e pericolante, sottoposto a lavori di restauro, iniziati nell'ottobre 2005; al momento non è visitabile;
- Chiesa di San Francesco (XIV secolo), con un coro in noce di pregevole fattura;
- Chiesa di San Michele Arcangelo (XIII secolo), sulla sommità dell'isola, ad unica navata con tetto a travi e abside con tetto a crociera. L'interno è decorato con affreschi in parte di artisti ignoti. Nell'abside si trova il ciclo più organico, con l’Angelo annunciante e la Vergine annunciata sull’arcone trionfale e sopra la figura del Padre Eterno. Sul lato destro, in basso, Sant’Antonio e Santa Caterina d’Alessandria. Nel sottarco sono raffigurati, a mezzo busto, Cristo fra gli Apostoli e nelle vele della volta a crociera, i quattro Evangelisti. Il ciclo, del 1460 circa, è opera di artisti folignati, da riconoscersi in Niccolò Alunno (con la sua bottega in società di Pietro di Giovanni Mazzaforte) e in Bartolomeo Caporali, quest'ultimo autore anche del Crocifisso dipinto che si trova all'altare che, come gli affreschi, mostra uno stile aggiornato sul linguaggio rinascimentale fiorentino di Beato Angelico e Benozzo Gozzoli, più volte attivi in Umbria[8].
- Chiesa di San Salvatore (XII secolo), in stile romanico-gotico, con lo stemma dell'imperatore Federico Barbarossa sulla facciata, aperta solo in determinate occasioni, come per esempio per le giornate di primavera del Fai;
- Scoglio di San Francesco (1211), ove, secondo la tradizione, il santo trovò rifugio durante la sua permanenza sull'isola in occasione della quaresima. Recentemente la nicchia che contiene la statua in legno del Santo e le fognature sono state risistemate.
- Percorso Museale di Isola Maggiore, costituito da tre musei: Museo del merletto, Casa del Capitano del popolo e Pieve di San Michele Arcangelo. Una guida fornirà spiegazioni all'interno della Pieve di San Michele Arcangelo e della Casa del Capitano del popolo. Grazie a questo percorso potrete scoprire la storia di quest'isola e dei suoi abitanti. Per info:https://sites.google.com/view/percorsomuseale-isolamaggiore/home-page

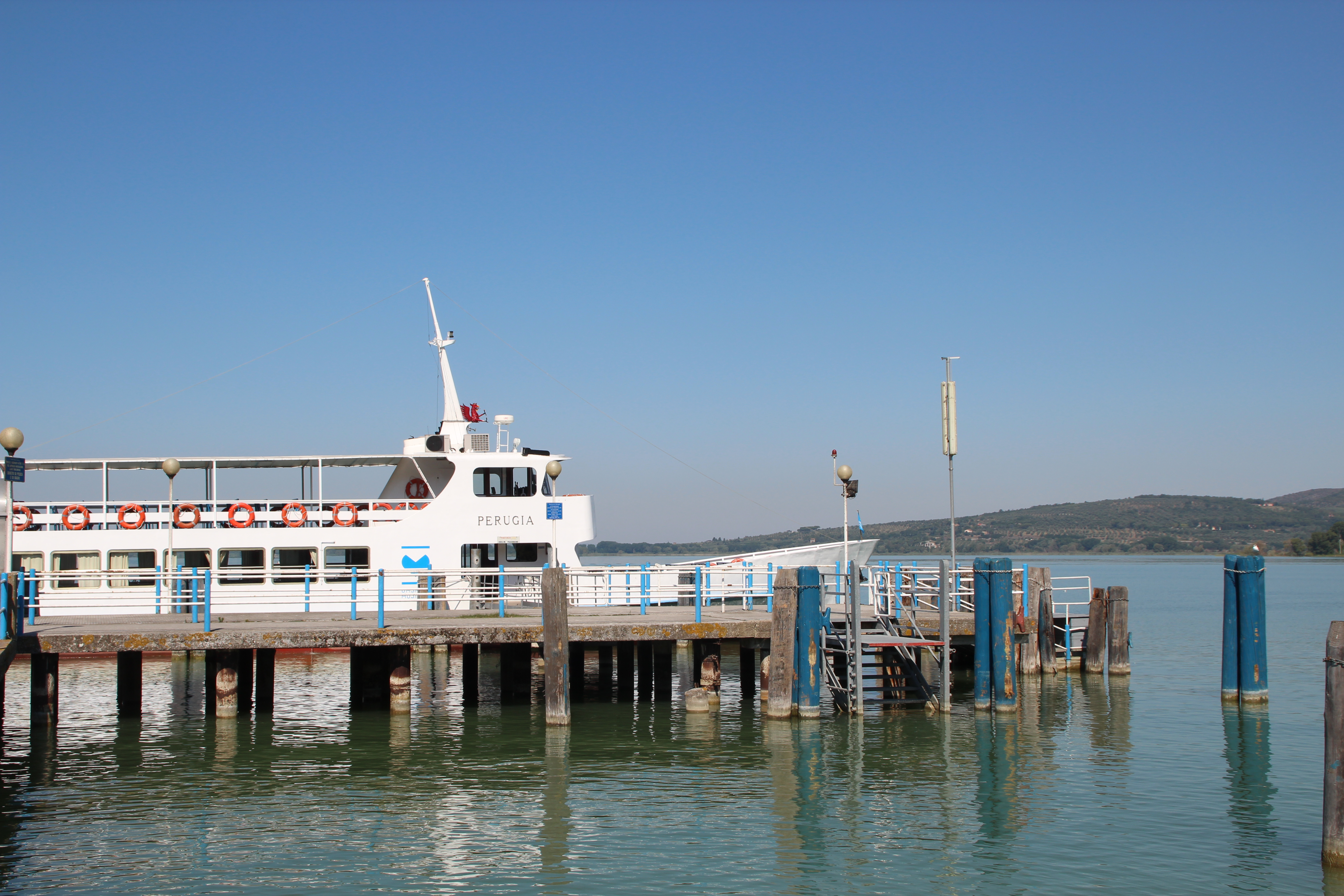
Il molo nel borgo
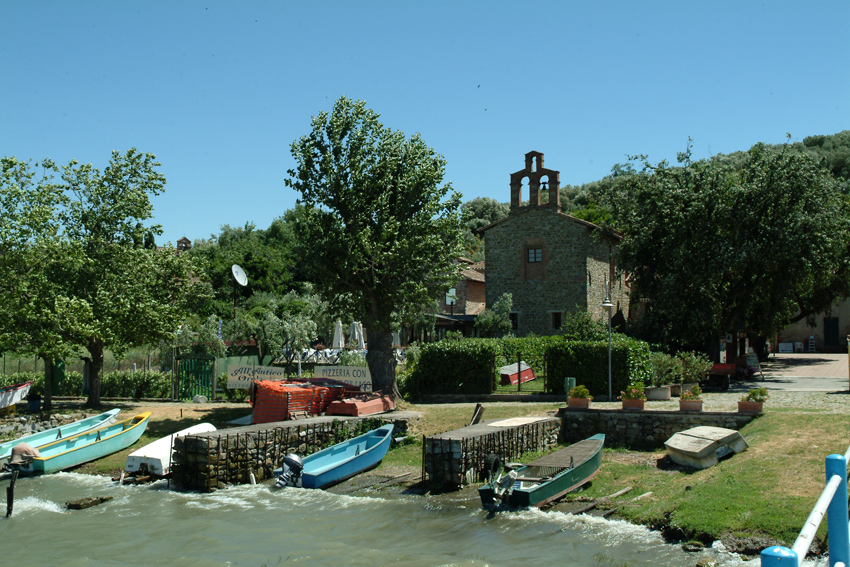
Vista dell'isola
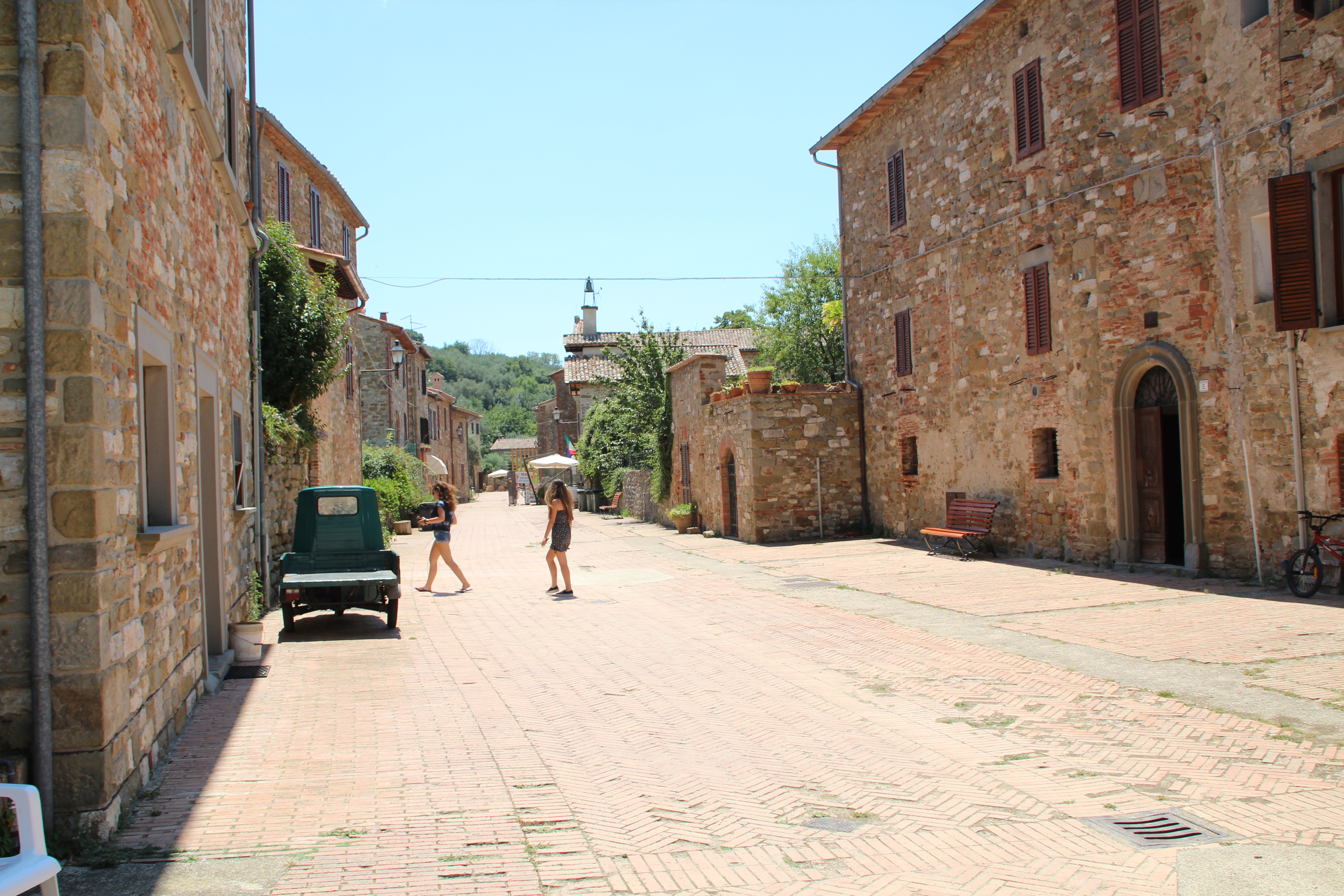
La via Guglielmi
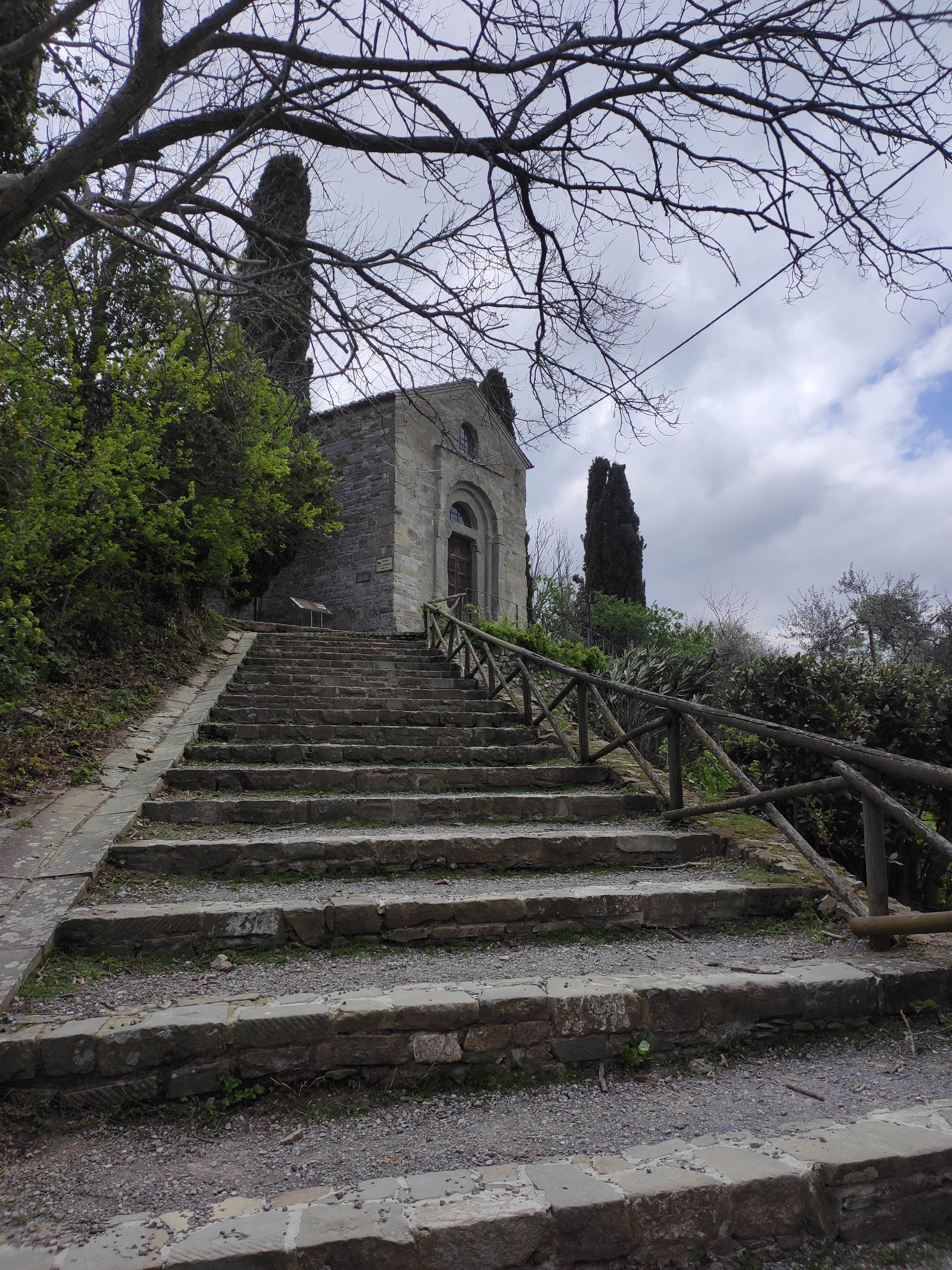
La chiesa di San Salvatore
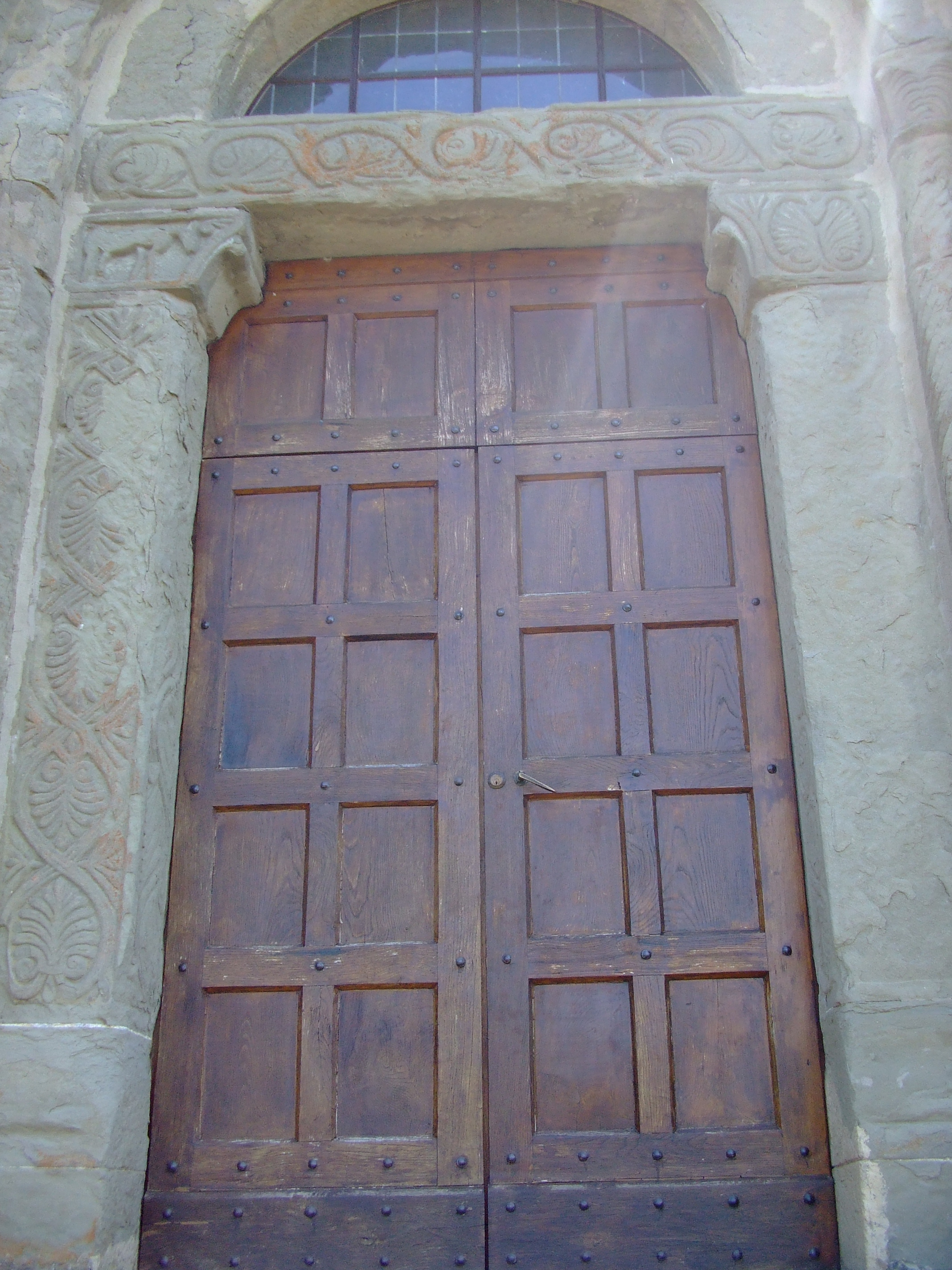
Portale della chiesa di San Salvatore
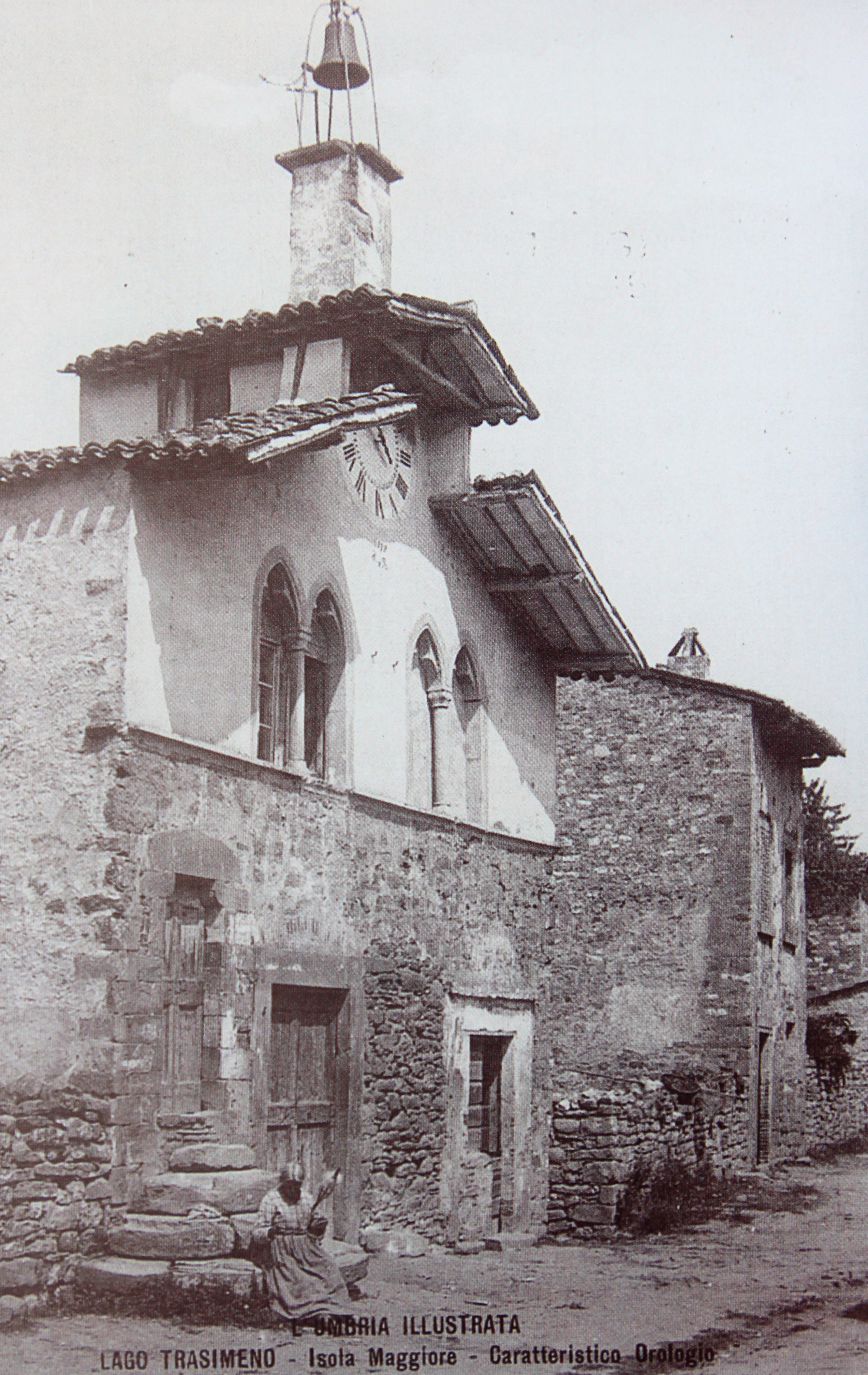
La Casa del Capitano all'inizio del Novecento
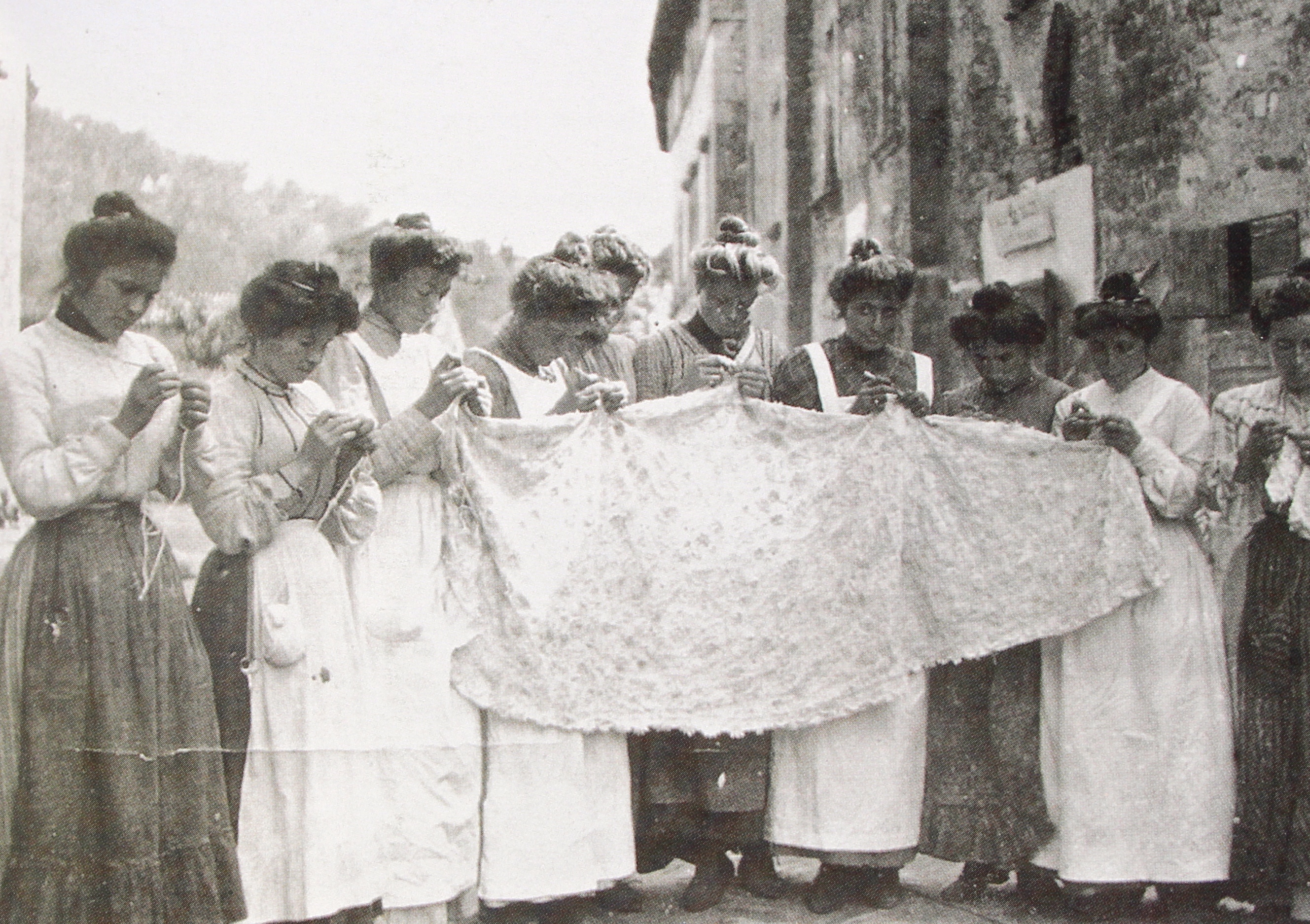
Le merlettaie nell'Iisola nei primi del Novecento
La via Crucis nell'Iisola nei primi del Novecento

## Società

### Evoluzione demografica
Abitanti censiti